# Língua arapaso
Arapáso é uma língua extinta brasileira, usada pela tribo indígena de São Gabriel, Amazonas.